# Selinum livonicum
Selinum livonicum är en flockblommig växtart som beskrevs av Carl Friedrich von Ledebour och Dc. Selinum livonicum ingår i släktet krusfrön, och familjen flockblommiga växter. Inga underarter finns listade i Catalogue of Life.